# Cunami Iwano-Frankiwsk
Cunami Iwano-Frankiwsk (ukr. Хокейний клуб «Цунамі» Івано-Франківськ) – ukraiński klub hokejowy z siedzibą w Iwano-Frankiwsku.

## Historia
Chronologia nazw:
- 2007—2010: Watra Iwano-Frankiwsk (ukr. «Ватра» Івано-Франківськ)
- 2011—...: Cunami Iwano-Frankiwsk (ukr. «Цунамі» Івано-Франківськ)

Klub został założony jesienią 2007 jako Watra Iwano-Frankiwsk.
W sezonie 2007/08 zdobył pierwsze miejsce w amatorskich Mistrzostwach Ukrainy.
Od sezonu 2008/09 występował w ukraińskiej Wyższej Lidze.
W sezonie 2008/09 zajął pierwsze miejsce w grupie "C" regularnych mistrzostw i zdobył awans do gier playoff. W pierwszym meczu z Donbasem Donieck w czasie podstawowym i dogrywce nie wyłoniono zwycięzcy (3:3), dopiero po serii rzutów karnych Watra zwyciężyła 4:3. W drugim meczu przegrała 1:4, a w trzecim odmówiła gry, za którą otrzymała porażkę techniczną.
W sezonie 2009/10 klub startował w Zachodnio-Ukraińskiej Amatorskiej Hokejowej Lidze. W styczniu 2010 r. Watra została zdyskwalifikowana i usunięta z turnieju, tak jak 9 stycznia 2010 HK Łuck odmówił gry z Watrą z powodu uczestnictwa graczy, którzy nie mogli grać zgodnie przepisów Zachodnio-Ukraińskiej Amatorskiej Hokejowej Ligi (zarejestrowani tylko na liście Ukraińskiego Związku Hokeju na Lodzie).
Na początku sezonu 2010/11 klub otrzymał propozycję startu w Wyższej Lidze, ale z przyczyn finansowych odmówił uczestnictwa.
W marcu 2011 jako Cunami Iwano-Frankiwsk startował w mistrzostwach obwodu w hokeju na lodzie.
Od sezonu 2011/12 występuje w Zachodnio-Ukraińskiej Amatorskiej Hokejowej Lidze.

## Sukcesy
- ćwierćfinalista Mistrzostw Ukrainy: 2009
- mistrz ZUAHL: 2008